# Omfalotàcies
Les omfalotàcies (Omphalotaceae) són una família de fongs basidiomicots de l'ordre dels agaricals (Agaricales). Algunes espècies d'Omphalotus són bioluminiscents. L'espècie més coneguda es el bolet tòxic Omphalotus olearius.

## Taxonomia
La família Omphalotaceae inclou unes 90 espècies distribuïdes en 20 gèneres, per bé què n'hi ha uns quants noms invàlids per problemes en la nomenclatura:
- Anthracophyllum Ces. (12)
- Collybiopsis (J. Schröt.) Earle (= Marasmiellus Murrill) (ca 60)
- Connopus R.H. Petersen (1)
- Gymnopanella Sand.-Leiva, J.V. McDonald & Thorn (1)
- Gymnopus (Pers.) Gray (= Caripia Kuntze) (ca 375)
- Hymenoporus Tkalčec, Mešić & Chun Y. Deng (1)
- Lentinula Earle (9)
- Ligymnopus J.J. Hu, B. Zhang & Y. Li, nom. inval. (8)
- Levipedipilus J.J. Hu, B. Zhang & Yu Li, non. inval. (47)
- Mycetinis Earle (16)
- Neomarasmius J.J. Hu, B. Zhang & Y. Li, nom. inval. (15)
- Neonothopanus R.H. Petersen & Krisai (4)
- Omphalotus Fayod (10)
- Paragymnopus J.S. Oliveira (6)
- Paramycetinis R.H. Petersen (2)
- Peckorumyces J.P. Li, J.S. Oliveira & Chang Tian Li (1)
- Pseudomarasmius R.H. Petersen & K.W. Hughes (8)
- Pusillomyces J.S. Oliveira (4)
- Rhodocollybia Singer (ca 35)
- Vestipedipilus J.J. Hu, B. Zhang & Y. Li, nom. inval. (26)